# Europeiska antikens litteratur

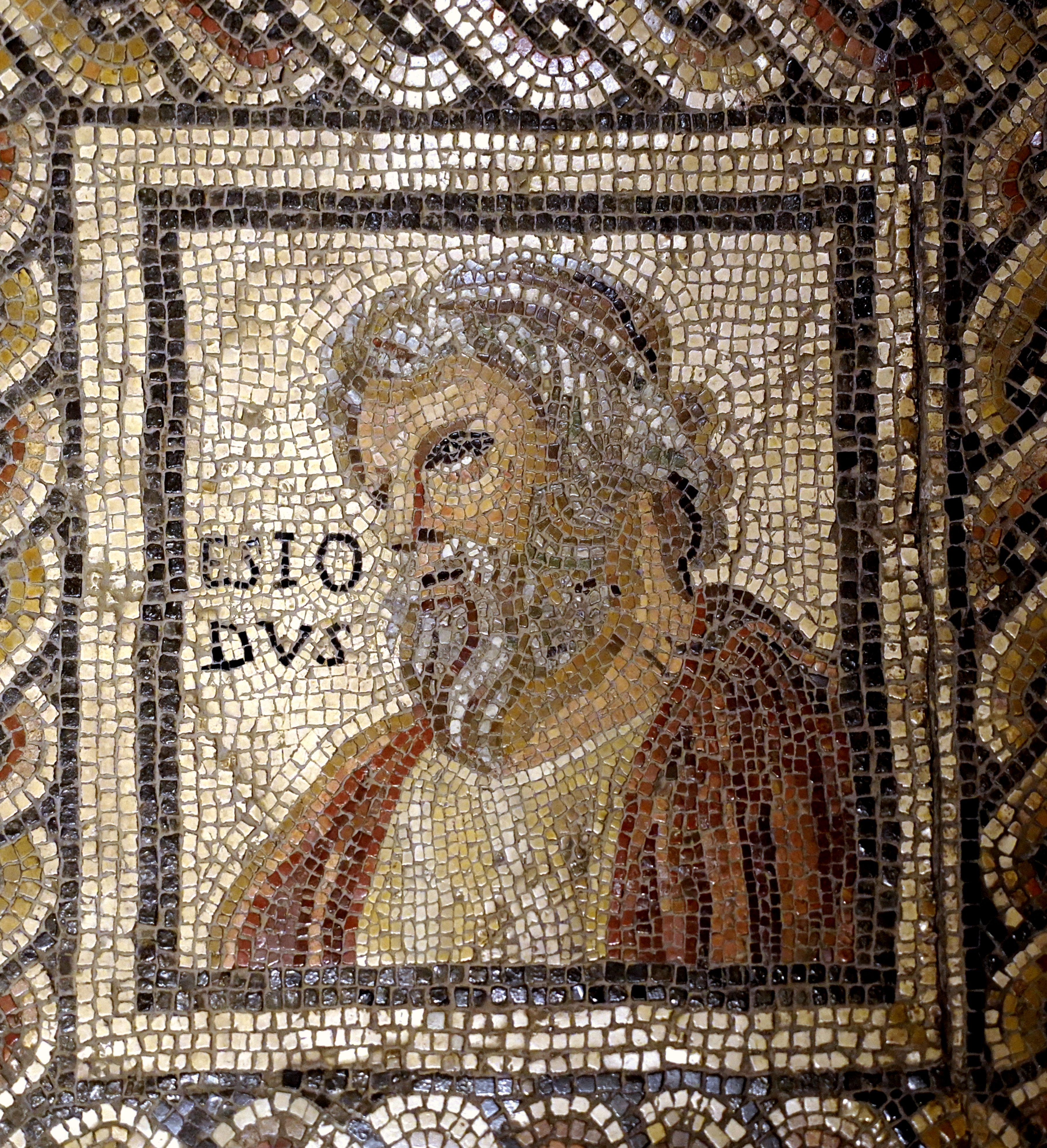
Mosaik från Trier som föreställer Hesiodos, den äldste kände europeiske poeten.

Den europeiska litteraturhistorien tog sin början under Antikens litteratur, med Hesiodos som den äldste kände europeiske poeten. Den tidigaste europeiska litteraturen är den muntliga litteraturen, som ligger till grund för bland annat Iliaden och Odysséen.
Under lång tid kan man knappast prata om någon sammanhållen europeisk litteratur. Under antikens litteratur begränsas den litterära produktionen i hög grad till Antikens Grekland och Romerska riket, två mycket inflytelserika perioder som brukar gå under benämningen klassisk litteratur. Den klassiska litteraturen skrevs i allmänhet på grekiska, hebreiska och latin, och har varit mycket inflytelserik och stilbildande för kommande europeisk litteratur.

## Den äldsta litteraturen
Den allra tidigaste litteraturen i vid mening är den muntliga litteraturen, som sannolikt har funnits under mycket lång tid. Den muntliga litteraturen kunde bestå av genrer som sagor, berättelser (ofta om hjältar och gudar), ordspråk, lärodikter, hymner och dialoger. De äldsta skriftligen bevarade litterära verken är i allmänhet myter, böner och hymner, liksom stora epos, baserade i en muntlig tradition. Iliaden och Odysséen är sannolikt baserade på muntliga berättelser som förts vidare av professionella berättare, så kallade rapsoder. Därigenom är texterna också uppdelade i sånger. Det förekommer även äldre lyrik, även om den äldre lyriken inte är privat eller bekännande på samma vis som modern.

## Grekisk litteratur

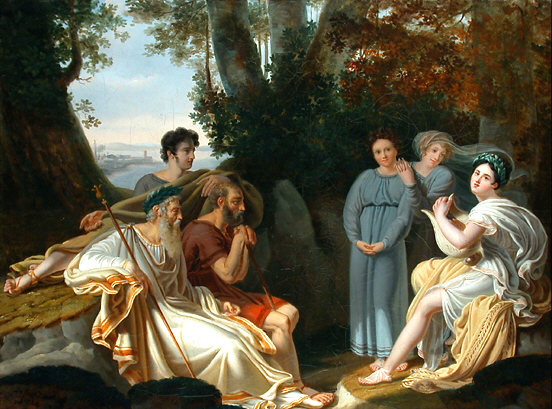
Sapfo sjunger för Homeros. Målning av Charles Nicolas Lafond från 1824.

De antika grekerna var de första att särskilja mellan litterära genrer, en uppdelning som i mångt och mycket fortfarande är gällande. Huvudgenrerna epik, lyrik och dramatik skrevs på vers, även om det också förekom verk på prosa, bland annat retorik, filosofiska skrifter och fabler.
Homeros har kallats den västerländska litteraturens fader, med eposen Iliaden och Odysséen. Verken, som är skrivna på hexameter, har varit mönsterbildande för europeisk litteratur till våra dagar. De hade stor påverkan på Vergilius när han författade Aeneiden, och har senare haft stor påverkan på författare som Johann Wolfgang von Goethe, James Joyce och ur svenskspråkigt perspektiv Eyvind Johnson. Det är dock osäkert i vilken mån Homeros faktiskt har existerat, och exakt när de två eposen skrevs ner. Officiella uppteckningar gjordes förmodligen omkring 500-talet före Kristus, medan de förmodligen för första gången skrevs ner omkring 700-talet före Kristus. De två eposen har en större variation och ett större djup i de känslor som skildras än många andra antika äventyrsberättelser, och stilmässigt och språkligt är verken mycket skickligt konstruerade. Homeros använder både kronologiska brott och fördröjningar för att väcka spänning och bygga dramaturgi, stildrag som har imiterats flitigt av senare författare. Fördröjningarna består bland annat av de många liknelser som kallas för Homeriska epitet.
De filosofiska skrifterna från antikens Grekland har haft mycket stor påverkan på västerländsk filosofi, bland annat genom Sokrates, Platon och Aristoteles. Sokrates skrev själv aldrig något, men Platon, som var hans elev, återgav hans tankar i flera dialoger. Genom platonismen har Platon också haft mycket stor påverkan på den europeiska litteraturen, med tankegångar som gång på gång återkommer i europeiska författarskap. Genom Aristoteles Om diktkonsten formuleras även den första kända teoribildningen kring litteratur.
I antikens Grekland var retoriken mycket viktig, med centrala gestalter som Gorgias, Lysias, Demosthenes och Isokrates. Deras vältalighet kom senare att påverka Cicero, liksom långt senare vältalare under 16- och 1700-talen. Den fick även stor påverkan på prosan och poesin, inte minst genom det växande kravet på språklighet. Språket skulle leda till största möjliga effekt, och den påföljande konstprosan blev till stor förebild för den romerska och med tiden den europeiska litteraturen.
Med Alexander den stores erövringar övergick klassiska Grekland i hellenismen, präglad av ett möte mellan grekiska och orientaliska kulturer. Det markerar slutet på den litterära guldåldern, även om litteratur skapades, bland annat av Theokritos och Kallimachos.

### Det grekiska dramat

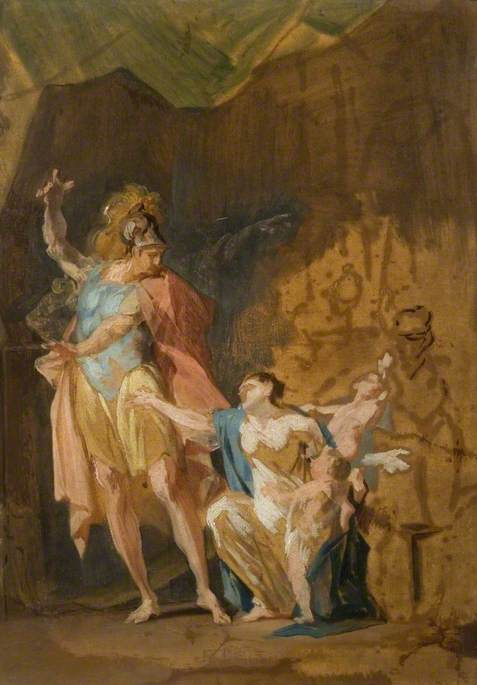
Jason vänder Medea ryggen. Tavla av Giovanni Antonio Pellegrini från 1711.

I samband med att den kulturella tyngdpunkten flyttades till Aten under sent 400-tal f.Kr. inträffade en grekisk litterär blomstring, som fortgick under fem-sex decennier. Utöver retoriken utvecklades därmed den klassiska dramatiken. Dramat framfördes i allmänhet vid fester för vinguden Dionysos. Under en sådan fest skulle tre dramatiker framföra tre tragedier, ett satyrspel samt en komedi av en annan författare. Teorier om dramats uppkomst författades redan under den grekiska antiken, bland annat av Aristoteles som menade att dramat uppstått ur dityramben. Det debatteras i modern forskning huruvida dramatiken växte fram som kulthandling under dessa fester, eller som litteratur i egen rätt. Under 400-talet f.Kr. skrevs fler än 500 dramer i Aten, men av dem finns enbart ett trettiotal bevarade.
Av satyrspelen har bara ett bevarats i helhet: Euripides Cyklopen. Bland de grekiska tragediförfattarna brukar Aischylos, Sofokles och Euripides betraktas som de största. Sofokles utvecklade dramat genom att införa en tredje skådespelare: tidigare hade blott två skådespelare tillåtits. Dessutom inledde han sina dramer med att presentera en konflikt som stegras fram till ett avslöjande, som exempelvis i Kung Oidipus. Detta har blivit förebild för många senare dramer. Dessutom har Antigone som karaktär haft stor påverkan på senare dramatik, bland annat hos Jean Anouilh och Bertolt Brecht. Hos Sofokles individualiserades även dramat, vilket Euripides utvecklar genom att inte bara låta individer stå i konflikt med varandra utan även med sig själva. Hos Euripides stod dessutom ofta kvinnor i centrum, som exempelvis i Ifigenia i Aulis.
Den enda av de äldre grekiska komediförfattarna som det finns många verk bevarade av är Aristofanes. Aristofanes vände sig mot samtiden, och häcklade bland andra Sokrates, Kleon och Euripides. Motviljan mot Euripides återkommer i flera av hans dramer. Han har setts som konservativ och en förfäktare av bondeliv och fred. Hos Aristofanes var komedin folklig och humorn grov, vilket kom att förändras fram till nästa storhetsperiod för den grekiska komedin under Menander ett sekel senare. Menander har i hög grad inspirerats av Euripides, och hans fasta struktur och indelning i fem akter påverkade bland andra Molière, Ludvig Holberg och Henrik Ibsen.

### Antik grekisk lyrik
På Egeiska öarna växte under 600-talet f.Kr. en stark lyrisk tradition fram. Lyriken utgjordes ofta av tillfällighetsdikter, och framfördes vid poesitävlingar, familjefester eller dryckeslag. Till skillnad från de professionella rapsoderna var dessa lyriker oftast amatörer ur aristokratin. De framförde ofta texterna ackompanjerade av flöjt eller lyra (därav namnet). Lyriken baserades ofta på versmått som jamb (ofta i satir), elegi (ofta i klagodikter) och olika former av sånglyrik. Till skillnad från epiker som Homeros och Hesiodos var lyrikerna mer personliga, och skildrar starka känslor som kärlek och erotik. Viktiga exempel på lyriker är bland andra Archilochos, Alkaios, Sapfo och Anakreon. Sapfos lidelsefulla diktning kom att påverka Catullus under Romarriket, liksom en franskklassicistisk dramatiker som Jean Racine med Faidra. Alkaios blev berömd för dryckesvisan, som senare påverkade Horatius, men även för sin politiska diktning och lyrik med motiv från trojanska kriget. Lyrikerna skrev för strikt aristokratiska kretsar. Inom lyriken var körlyrik också en viktig genre, med exempel som Alkman, Pindaros, Simonides från Keos och Bakchylides.

## Romersk litteratur

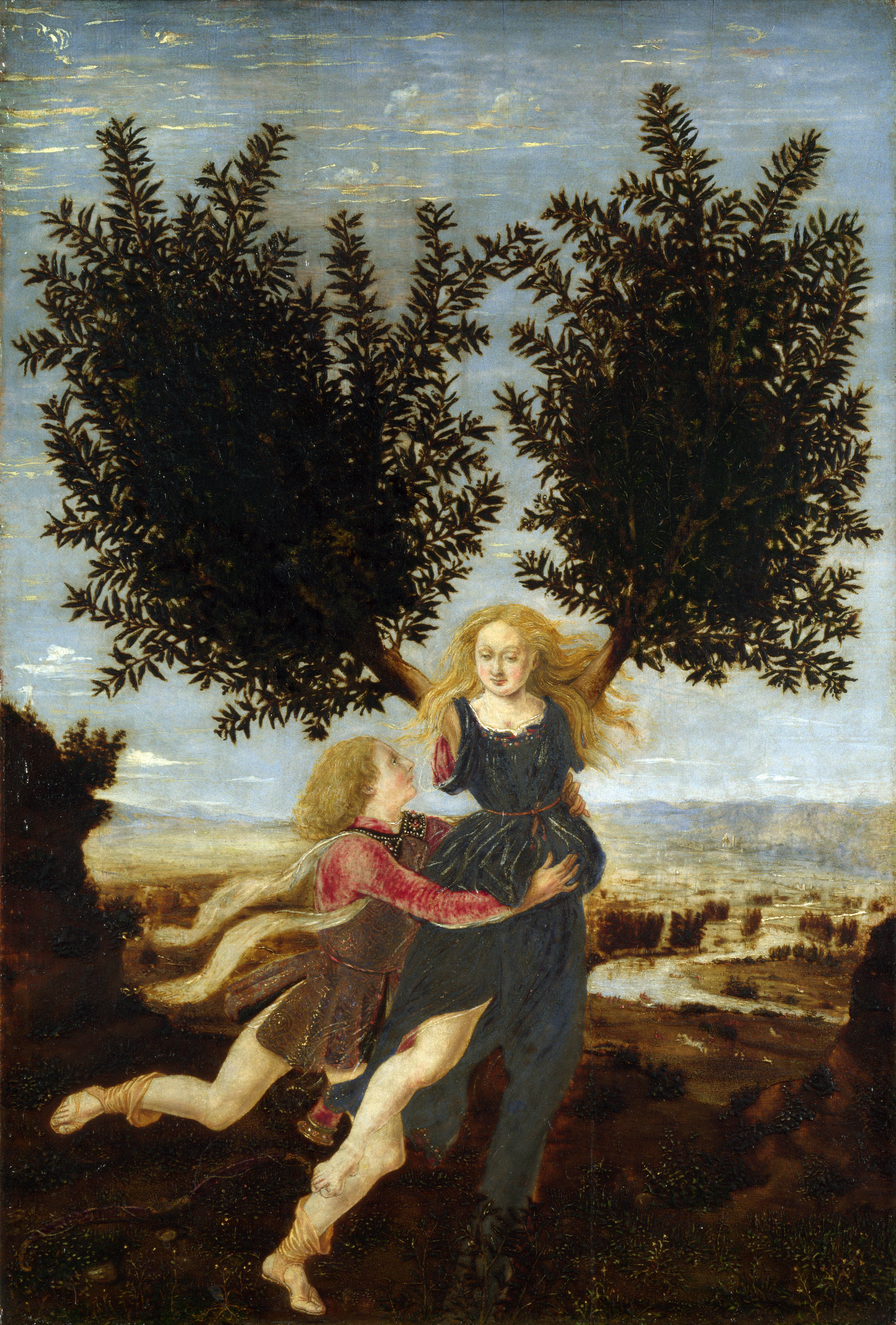
Apollo och Dafne av Piero del Pollaiolo från omkring 1470-talet.

Med hellenismen avtog den grekiska kulturella guldåldern, och det sista av grekiskspråkig litterär produktion med bestående inflytande är de äldsta kristna texterna såsom evangelierna och Paulus brev. Det hellenistiska arvet övertogs istället i hög grad av Romerska riket, där man via latinet eftersträvade att efterlikna den grekiska litteraturen. Den romerska litteraturen övertog bland annat motiv, genrer och versmått från den antika grekiska. Därtill var imitation av de tidiga grekiska lyrikerna och tragediförfattarna länge det vanligaste tillvägagångssättet, och hos de tidiga romerska komediförfattarna, såsom Plautus och Terentius, var bland annat Menander den stora förebilden.
De tre stora klassikerna inom den romerska litteraturen är Vergilius, Horatius och Ovidius. Det är okänt vilken muntlig litteratur som fanns i det antika Rom.

### Romersk lyrik och poesi
Först under 100-talet f.Kr. växte en stark romersk lyrik fram, med originella diktare i Rom. En del i det hade kejsar Augustus, som bedrev en aktiv kulturpolitik och stödde författare ekonomiskt. Det gällde i synnerhet sådana författare som verkade i enlighet med de ideal som Augustus själv höll högt, det vill säga romardygder som enkelhet, pliktkänsla, mod och lojalitet mot staten.
Två viktiga spår i den romerska lyriken löpte från Lucretius respektive Catullus. Där den första representerade lärodikten, objektivt hållen och ofta på hexameter, stod den senare för personligt hållen lyrik med starka känslor; Catullus är inte minst känd för sin kärlekslyrik, och ses som den förste originelle poeten i Rom. Lucretius var en viktig förebild för bland annat Ovidius, liksom Vergilius Aeneiden och Georgica. Catullus var å sin sida viktig förebild för Vergilius Bucolica, Horatius samt Tibullus och Propertius. Både Catullus och Lucretius ägnade sig dock åt sexualitet och kärlek, men medan det hos Lucretius rör sig om att studera den genom poesin handlade det för Catullus om att skildra dess känslor. En kvinnlig romersk författare var Sulpicia, som dock enbart sex dikter finns bevarade av.
Ovidius är bland annat känd för Ars amatoria, ett verk om kärlekskonsten, som är tämligen unikt i den europeiska antika litteraturen, men som möjligtvis kan jämföras med den indiska Kama Sutra. Verket blev mycket populärt i sin samtid, men väckte på grund av sin lättsinniga ton kejsarens vrede, varpå Ovidius förvisades till Svarta havet. Metamorfoser, med versnoveller som återberättar myter och sagor från antiken, är också ett mycket känt verk som har haft stor påverkan på den europeiska litteraturen, och även konsten där bland annat Apollo och Daphne har varit ett vanligt förekommande motiv. Horatius poesi är privat, skeptisk och förordar ett lugnt och harmoniskt liv. Kända är hans Oden, varifrån bland annat uttrycket carpe diem kommer. I verket förordar författaren att man bör njuta men måttligt och hantera motgångar med ett leende. Eftersom hans poesi ofta gick i samklang med de ideal kejsar Augustus framhöll, fick Horatius via Augustus rådgivare Maecenas finansiellt understöd så att han kunde ägna sig åt skrivande resten av sitt liv.

### Romersk epik
Vergilius hyllar lantlivet i många av sina verk, bland annat Bucolica och Georgica. Det lyckliga lantlivet var ett viktigt tema i mycket romersk litteratur, och förekommer även hos Tibullus och Horatius. Det mest kända och inflytelserika av Vergilius verk är dock Aeneiden, varigenom Vergilius försöker skriva ett nationalepos åt Rom, och som kan sägas utgöra höjdpunkten av den romerska imitationskonsten. Med Aeneiden försöker Vergilius göra för Rom vad Homeros hade gjort för Aten, genom Iliaden och Odysséen. Verkets första sex sånger är en imitation av Homeros Odysséen och de sex sista av Iliaden. Aeneiden har i perioder haft större inflytande än Homeros sånger, och T.S. Eliot har kallat författaren för "vår klassiker, hela Europas klassiker". Vergilius får även ett mycket stort inflytande under medeltiden, och blir alla latinstudiers huvudgestalt. Effekterna av det syns bland annat i Dante Alighieris Den gudomliga komedin.

### Romersk prosa
Prosatexter blev något vanligare i den romerska antiken jämfört med den grekiska, och bestod främst av historieskrivning, talekonst, filosofi och privatprosa, bland annat (och i huvudsak) brev. Bland historieskrivarna, av vilka de flesta också var politiskt aktiva, märks i en äldre tradition Cato den äldre, som fick mycket inflytande på de senare. Julius Caesar med bland annat De Bello Gallico, Sallustius (influerad av Thukydides) och Livius är senare exempel. Livius har beskrivits som Roms egentliga historieskrivare, och hade ett särskilt stort inflytande på historieskrivning. Vad gäller såväl talekonsten och filosofin som breven är Cicero det tydligaste exemplet, åtminstone under det som brukar kallas Guldåldern och som mattar av när Augustus dör 14 e.Kr. Cicero har haft mycket stor påverkan på senare talekonst, där han var en stor pionjär. Även filosofiskt har han varit inflytelserik, men bygger i högre grad vidare på tidigare filosofi, bland annat från platonism, skepticism och stoicism.
Några årtionden efter Augustus död inträffar den så kallade silveråldern fram till ungefär 80 e.Kr. Silveråldern präglas av mindre frihet och ökad kejserlig despoti, vilket förändrade författarnas förutsättningar. En framstående författare och dramatiker under denna period är Seneca den yngre, som kom att ha stort inflytande på William Shakespeare. Dramatiken under perioden har senare setts som något ihålig och ytlig, inte minst i ljuset av de grekiska dramerna. Prosan präglas av en mer korthuggen och regelbrytande stil som har kallats för "modernistisk". Seneca författade denna typ av prosa, och så gjorde även Tacitus. De fick genom sin stil påverkan på den senare folkprosan, liksom hos många 1700-talsförfattare, framförallt i cirklar som kritiserade Cicero. Bland framträdande filosofer i samma tid märks Marcus Aurelius, med bland annat Självbetraktelser, och Epiktetos.
I början av vår tideräkning skrevs även de första exemplen på vad som skulle kunna kallas för romaner; ofta är de skrivna som svar på eller i dialog med tidigare poesi och epos. Denna typ av verk bryter mot gängse normer och blandar prosa i versberättelserna. Deras anseende estetiskt sett var lågt. Ett exempel är Petronius som anses vara upphovsmannen till satiren Satyricon på vers och prosa, som dock har få formmässiga likheter med dagens romaner. Ett annat exempel är Apuleius Den gyllene åsnan, som är en föregångare till pikaresken.

## Religiös litteratur
I takt med förändrade religiösa uppfattningar uppstod även en ny typ av litteratur, den religiösa litteraturen. Tanken om en osynlig Gud ledde till profetior, klagovisor, böner och lovsånger, som bland annat i Gamla testamentets Psaltaren. Det nya individuella förhållandet till Gud som den framväxande juden- och kristendomen medförde syns också i Jobs bok, ett verk som bland annat är förebild för Goethes Faust. Senare bidrog även Jesus födelse till evangelierna. När Paulus med flera började missionera spreds dessutom kristendomen, och när kristendomen blev statsreligion 380 fanns det gott om kristen litteratur, inte minst evangelierna, Apostlagärningarna och Uppenbarelseboken. Till detta kom kyrkofäderna som gavs stor auktoritet. Det varierade om de skrev om grekiska eller latin. I allmänhet var de grekiska mer spekulerande och allegoriska medan de latinska var mer praktiska och sakliga. Bland de grekiska märks Origenes, som försökte föra samman platonismen och kristendomen och läsa Bibeln allegoriskt. Bland de romerska märks Tertullianus, som ville bryta med allt vad Aten hette. De kan ses som varsin extrem på en skala, där tidigare hedniska verk fortfarande influerade i olika hög grad. En viktig genre inom kyrkan var predikan, som byggde vidare på talekonsten. I den tidiga kristna kyrkan var Johannes Chrysostomos en viktig predikant.
I den västliga kyrkan var Hieronymus och Augustinus de viktigaste. Hieronymus stod för Vulgata, den första grundläggande bibelöversättningen till latin. Augustinus skrev två viktiga verk, Guds stad och Bekännelser. Guds stad utvecklar idén om en kristen stat, och är filosofiskt, idémässigt och språkligt mycket genomarbetat och inflytelserikt. Bekännelser är den första utförliga självbiografin, och har haft stort inflytande på senare bekännelselitteratur.